# لورد إدوارد فيتزجيرالد
لورد إدوارد فيتزجيرالد (بالإنجليزية: Lord Edward FitzGerald)‏ هو سياسي أيرلندي، ولد في 15 أكتوبر 1763 في جمهورية أيرلندا، وتوفي في 4 يونيو 1798 في جمهورية أيرلندا. انتخب عضو مجلس النواب في برلمان أيرلندا.

## نشأته
ولد فيتزجيرالد، الابن الخامس الدوق الأول للينستر والليدي إيميلي لينوكس ابنة تشارلز لينوكس، الدوق الثاني لريتشموند، في منزل كارتون، قرب دبلن. في عام 1773 توفي والده وتزوجت والدته بعدها بفترة وجيزة من ويليام أوغيلفي، الذي أشرف على تعليم فيتزجيرالد. أمضى معظم طفولته في منزل فريسكاتي في بلاك روك في دبلن ودُرّس هناك من قِبل أوغيلفي بطريقة موجهة بشكل أساسي لكسب المعرفة التي تناسب حياة الجيش.

## حرب الاستقلال الأمريكية
انضم فيتزجيرالد إلى الجيش البريطاني في عام 1779 كمساعد خاص (ياور) ضمن حرس اللورد راودون في المسرح الجنوبي لحرب الاستقلال الأمريكية. أصيب فيتزجيرالد بجروح خطيرة في معركة ينابيع يوتاو في 8 سبتمبر عام 1781، وأنقذ حياته حينها عبد هارب اسمه توني سمول (الملقب بتوني المخلص). طلب فيتزجيرالد من جون روبرتس رسم صورة لتوني سمول في عام 1786، ليعتقه من العبودية ويوظفه حتى نهاية حياته. أُخرِجَ فيتزجيرالد من تشارلستون بولاية ساوث كارولينا في عام 1782 عندما غادرت القوات البريطانية المدينة. لخص ويب الأمر كما الآتي: قاده نجاح المستعمرين الأمريكيين في القتال ضد القوات النظامية إلى الاعتقاد بأن مواطني إيرلندا سيرضخون للأمر بنتائج مماثلة.

## مهنته العسكرية بعد الحرب
زار فيتزجيرالد في عام 1783 الهند الغربية قبل أن يعود إلى إيرلندا حيث حرص شقيقه -دوق لينستر الثاني- على انتخابه للبرلمان الإيرلندي -كعضو في آثي (دائرة برلمان إيرلندا الانتخابية)، وحصل حينها على مقعد شغله حتى عام 1790. عمل في البرلمان مع مجموعة حزب الإيرلنديين الوطنيين المعارضين الصغيرة بقيادة هنري غراتان، لكنه لم يشغل مكانًا بارزًا في النقاش. قام في ربيع عام 1786 بخطوة غير معتادة من قبل شاب نبيل بدخوله الكلية العسكرية – وولويتش، وبعد ذلك قام بجولة عبر إسبانيا في عام 1787. أحب فيتزجيرالد ابنة عمه جورجينا لينوكس (التي تزوجت لاحقًا من إيرل الثالث باتهورست)، لكنها لم تبادله الحب، ليرحل مكتئبًا بعد ذلك إلى نيو برونزويك للانضمام إلى الفوج 54 برتبة رائد.

## مستكشفًا في العالم الجديد
قطع في أبريل عام 1789 -وبتوجيه من البوصلة- البلاد مع ضابط شقيق من فريدريكتون في نيو برونزويك إلى كيبيك. أنجز فيتزجيرالد الرحلة التي بلغ طولها 225 ميلًا عبر خط الاتجاه الثابت (واليوم بطول 365 ميل برًا) خلال ستة وعشرين يومًا، وأنشأ طريقًا عمليًا أقصر من الطريق المتبع الآن. يعبر الخط الثابت الجزء الشمالي الوعر والغابات الكثيفة لولاية مين الحالية.
تبنته عشيرة الدب التي تسكن ديترويت رسميًا في أحد رحلاته الاستكشافية اللاحقة وسمته «إيغنيدال». شق فيتزجيرالد طريقه إلى ولاية ميسيسيبي ومنها إلى نيو أورليانز ومنها إلى إنجلترا.

## دخوله السياسة
رفض اللورد إدوارد قيادة حملة استكشافية لمدينة قادس عرضها عليه ويليام بيت الأصغر، وكرس نفسه خلال السنوات القليلة اللاحقة لتحقيق رفاهية المجتمع ولواجباته البرلمانية. كان فيتزجيرالد على علاقة مقربة مع ابن عمه الأول تشارلز فوكس وريتشارد شيريدان وغيرهم من كبار شخصيات حزب الأحرار. وفقًا لتوماس مور، كان اللورد إدوارد فيتزجيرالد هو الوحيد من بين الخاطبين العديدين لزوجة شيريدان الأولى -إليزابيث- الذي قابلته بالاهتمام، ومن المؤكد أن المودة المتبادلة الدافئة كانت موجودة بين الاثنين. أنجبت منه طفلة ولدت في 30 مارس عام 1792 (وتوفيت في أكتوبر عام 1793).

## العودة إلى إيرلندا
كانت أيرلندا آنذاك غارقة في المعارضة التي قادتها جمعية الإيرلنديين المتحدين والتي أجبرت على التواري سرًا بسبب اندلاع الحرب بين فرنسا وبريطانيا في عام 1793.عاد اللورد إدوارد فيتزجيرالد إلى مقعده في البرلمان الأيرلندي وانطلق على الفور للدفاع عن الفرنسيين بعد عودته من اتفاقية باريس. احتُجِز في غضون أسبوع من عودته، وطُلب منه الاعتذار من مكتب مجلس العموم بسبب إدانته العنيفة في مجلس النواب لإعلان حكومي وافق عليه غراتان. انضم اللورد إدوارد فيتزجيرالد عام 1796 إلى جمعية الأيرلنديين المتحدين الذين تخلوا عن طريق الإصلاح الدستوري، وسعوا إلى إنشاء جمهورية إيرلندية مستقلة.

## نشاطاته الثورية
في مايو 1796 كان ثيوبالد وولف تون في باريس، يسعى للحصول على مساعدة فرنسية من أجل الثورة في أيرلندا. في نفس ذلك الشهر، اتجه فيتزجيرالد وصديقه آرثر أوكونور إلى هامبورغ، واستهلوا المفاوضات مع مجلس الإدارة من خلال رينهارد، السفير الفرنسي إلى المدن الهانزية. قابل دوق يورك، باميلا (زوجة فيتزجيرالد) في منزل ديفونشاير في طريقها عبر لندن مع زوجها، قال لها أن «كل شيء كان معروفًا» حول خططه، ونصحها بإقناعه بعدم الذهاب إلى الخارج. أيضًا، في هامبورغ، قابل اللورد إدوارد يوهان أنديرس جاغرهورن (أو بارون سبوريلا، كما دعا نفسه)، وهو سويدي فنلندي، أيد الاستقلال الفنلندي، وقام بدور الوسيط بين اللورد إدوارد والفرنسيين.
جرى الإبلاغ عن أعمال المتآمرين في هامبورغ إلى الحكومة في لندن من قِبل المُخبر سامويل ترنر. كانت باميلا مؤتمنة على كل أسرار زوجها وكان لها دور فاعل في تشجيع مخططاته. ظهر أنها تستحق الثقة الموضوعة بها بالكامل، مع ذلك هناك سبب للاعتقاد أنه في بعض الأحيان كانت باميلا بحاجة للتنبيه لالتزام الحذر أكثر. كانت نتيجة مفاوضات هامبورغ عبارة عن حملة فاشلة لهورتش إلى خليج بانتري في ديسمبر عام 1796.
في سبتمبر 1797 عرفت الحكومة من المُخبر ليونارد مكنالي أن اللورد إدوارد هو من بين قادة المؤامرة في جمعية الأيرلنديين المتحدين، التي كانت تنضج بشكل متسارع. كان مهتمًا بشكل خاص بالتنظيم العسكري، الذي تولى فيه منصب كولونيل فوج كيلدير ورئيس الهيئة العسكرية. امتلكَ أوراقًا تُظهر أن الرجال جاهزين للنهوض. امتلكوا بعض الأسلحة، لكن الإمداد لم يكن كافيًا، وأمِلَ القادة بتدخلٍ فرنسيّ لتغطية النقص وبإعطاء الدعم لثورة شعبية. لكن ظهر أن المساعدة الفرنسية غير مؤكدة ويجري المماطلة بها، وكان قادة التمرد في أيرلندا مقسومين في الرأي بشأن انتهاز فرصة اكتساح الميدان دون انتظار المساعدة الخارجية. كان اللورد إدوارد من بين المؤيدين للسبيل الأجرأ، وهناك دليل ضعيف بأنه فضّل القيام بمذبحة بأقرانه الأيرلنديين أثناء مداولات مجلس اللوردات لمحاكمة كينغستون في مايو 1798

## تضييق الخناق
لربما كان الاشمئزاز من هكذا أفعال هو ما سبب تحول توماس رينولدس من متآمر إلى مُخبر؛ في جميع الأحوال، كانت السلطات على دراية دائمة بما يحدث من قِبله ومن قِبل آخرين، إلا أن عدم كفاية الدليل المتوفر في البلاط أخّر اعتقال زعماء مجموعة التمرد. لكن في 12 مارس 1798 قادت معلومات رينولدس إلى ضبط عدد من المتآمرين في منزل أوليفر بوند. لم يكن اللورد إدوارد فيتزجيرالد من بينهم، إذ حذره رينولدس.
كعضو زميل في طبقة البروتستانت المهيمنة، كانت الحكومة حريصة لأخذ استثناء لفيتزجيرالد، لتجنب العواقب الخطيرة والمحرجة لنشاطاته التخريبية. أعربوا عن استعدادهم  لإعفائه من المصير الطبيعي الذي يلقاه الخونة. قال اللورد المستشار (قاضي القضاة)، لورد كلير، لفرد من عائلته، «بحق الله أخرج هذا الشاب خارج البلاد؛ افتحوا له كل البوابات، دون أي إعاقة».
على أي حال، رفض فيتزجيرالد خذلان الأخرين الذين لا يمكنهم الهروب، والذين قادهم بنفسه إلى الخطر. في 30 مارس أدى بلاغ الحكومة من خلال قانون عرفي يمنح الإذن للجيش بالتصرف كما هو مناسب لسحق الأيرلنديين المتحدين إلى حملة من الممارسات الوحشية في أجزاء عديدة من البلاد. أجبر هذا الأمر المسؤولين في الجمعية بتشكيل خطط تقدمية للنهوض، مع أو دون المساعدة الفرنسية.

## الاعتقال والوفاة
مكانة فيتزجيرالد الاجتماعية جعلته أهم قائد حر بين الأيرلنديين المتحدين. في 9 مايو، عُرضت جائزة بقيمة 1000 جنيه استرليني من قِبل المجتمع الحكومي في دبلن كاسل (قلعة دبلن) لاعتقاله. منذ عملية الاعتقالات في منزل بوند، كان فيتزجيرالد يختبئ، لكنه زار زوجته مرتين بالخفاء، وتمت زيارته من قِبل زوج والدته أوغيلفي وصديقه ويليام لاولس؛ بشكل عام، لم يتخذ الحذر الكافي الذي يتطلبه وضعه. في تلك الأثناء، حُدد تاريخ الثورة أخيرًا ليكون يوم 23 مايو وانتظر فيتزجيرالد هذا اليوم مختبئًا في منزلٍ في شارع توماس، دبلن.
كُشف مكان اختباء فيتزجيرالد من قِبل محام ومُخبر كاثوليكي اسمه فرانسيس ماغان وفي 18 مايو قاد الرائد هنري سير مجموعة عسكرية إلى المنزل، كان اللورد إدوارد في السرير يعاني من حمى. تنبه بالاضطراب الحاصل، وخرج من سريره، متجاهلًا نداءات ضباط الاعتقال، النقيب ويليام بيلنغهام سوان والنقيب دانييل فريدريك راين، للاستسلام بهدوء، طعن فيتزجيرالد سوان وأصاب راين إصابة مميتة بخنجرٍ في محاولة بائسة للهروب. لم يُضبط إلا بعد أن أطلق عليه الرائد سير النار في كتفه.
نُقل فيتزجيرالد إلى سجن البوابة الجديدة في دبلن وحُرم هناك من علاج طبي مناسب؛ بعد احتجاز قصير في قلعة دبلن، أُخذ بعدها إلى سجن البوابة الجديدة في دبلن وهناك التهبت جراحه بشكل مميت. هربت زوجته، التي تملك الحكومة أدلة كافية لإدانتها بالخيانة، من البلاد، لم تر زوجها مرة أخرى، لكن سُمح لشقيقه هنري وخالته الليدي لويزا كونولي برؤيته في لحظاته الأخيرة. توفي اللورد إدوارد في عمر الرابعة والثلاثين في 4 يونيو عام 1798، واحتدمت الثورة خارجًا. دُفن في اليوم التالي في مقبرة كنيسة سانت ويربورف في دبلن. صودرت ملكياته بموجب قرار التجريم، لكن أُلغي الأمر في النهاية عام 1819.
سُرق السلاح، المستخدم من قِبل اللورد إدوارد في هجومه على الرائد سوان والرائد راين وهو يحاول الهرب من الاعتقال، لاحقًا من منزل الرائد سوان من قِبل إيما لوكريتيا دوبن، ابنة الكاهن ويليام دوبن وكاثرين كوت. وُضع الغمد الذي يُعتقد بأنه كان يحمله وقت اعتقاله، في متحف ليميريك.